# Chevigny-Saint-Sauveur
 Chevigny-Saint-Sauveur  es una población y comuna francesa, en la región de Borgoña, departamento de Côte-d'Or, en el distrito de Dijon y cantón de Dijon-2.

## Demografía
| 210                       | 356 | 354 | 328 | 418 | 371 | 412 | 425 | 387 | 392 | 403 | 366 | 378 | 349 | 340 | 340 | 318 | 304 | 300 | 288 | 230 | 238 | 226 | 245 | 236 | 312 | 491 | 1 412 | 5 647 | 7 137 | 8 223 | 10 141 | 9 392 |
| (Fuente: INSEE y Cassini) |     |     |     |     |     |     |     |     |     |     |     |     |     |     |     |     |     |     |     |     |     |     |     |     |     |     |       |       |       |       |        |       |